# Tour de France 1983
| 70. Tour de France 1983 – Endstand |                         |                           |
| Streckenlänge                      | 22 Etappen, 3860,1 km   | 22 Etappen, 3860,1 km     |
| Toursieger                         | Laurent Fignon          | 105:07:52 h (36,717 km/h) |
| Zweiter                            | Ángel Arroyo            | + 4:04 min                |
| Dritter                            | Peter Winnen            | + 4:09 min                |
| Vierter                            | Lucien Van Impe         | + 4:16 min                |
| Fünfter                            | Robert Alban            | + 7:53 min                |
| Sechster                           | Jean-René Bernaudeau    | + 8:59 min                |
| Siebenter                          | Sean Kelly              | + 12:09 min               |
| Achter                             | Marc Madiot             | + 14:55 min               |
| Neunter                            | Phil Anderson           | + 16:56 min               |
| Zehnter                            | Henk Lubberding         | + 18:55 min               |
| Grünes Trikot                      | Sean Kelly              | 360 P.                    |
| Zweiter                            | Frits Pirard            | 144 P.                    |
| Dritter                            | Laurent Fignon          | 126 P.                    |
| Gepunktetes Trikot                 | Lucien Van Impe         | 272 P.                    |
| Zweiter                            | José Patrocinio Jiménez | 195 P.                    |
| Dritter                            | Robert Millar           | 157 P.                    |
| Weißes Trikot                      | Laurent Fignon          | 105:07:52 h               |
| Zweiter                            | Ángel Arroyo            | + 4:04 min                |
| Dritter                            | Stephen Roche           | + 21:30 min               |
| Teamwertung                        | Ti-Raleigh              | Ti-Raleigh                |

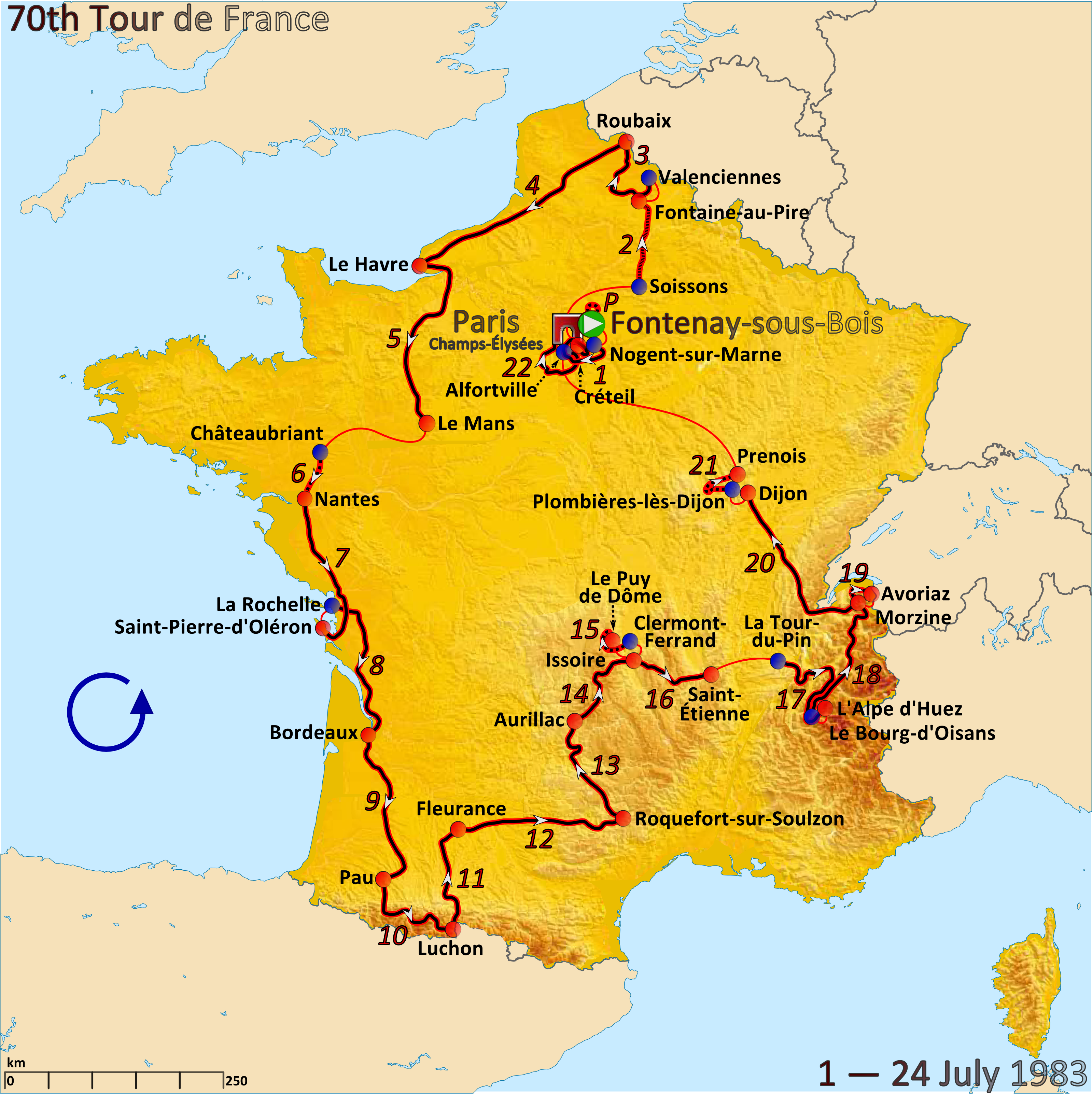
Streckenkarte der Tour de France 1983

Die 70. Tour de France führte vom 1. zum 24. Juli 1983 in 22 Etappen über 3862 km. In Abwesenheit des Franzosen Bernard Hinault, der wegen Kniebeschwerden nicht an der Tour teilnehmen konnte, siegte sein Landsmann Laurent Fignon gleich bei seiner ersten Teilnahme. Es nahmen 140 Rennfahrer an der Rundfahrt teil, von denen 88 klassifiziert wurden.

## Rennverlauf
Den Prolog gewann Eric Vanderaerden, der das Trikot nach dem Mannschaftszeitfahren aber wieder abgeben musste.
Zum ersten Mal nahm eine Mannschaft mit kolumbianischen Amateuren am Renngeschehen teil, die in den Bergen ihr Können zeigten. José Patrocinio Jiménez überquerte unter anderem den Col du Tourmalet als erster und wurde zweiter der Bergwertung.
Entschieden wurde die Tour jedoch eher im Kampf gegen die Uhr als im Kampf "Mann gegen Mann": Neben den vier Einzelzeitfahren und dem Prolog gab es noch ein über 100 km langes Mannschaftszeitfahren. Trotzdem gab es intensive Zweikämpfe, unter anderem im Finale der 16. Etappe nach Saint-Étienne. Die beiden ausgerissenen Fahrer Michel Laurent und Henk Lubberding kämpften so hart, dass Laurent im Schlussspurt zu Fall kam und Lubberding als erster über die Ziellinie fuhr. Die Jury wertete Lubberdings Stoß, der den Sturz ausgelöst hatte, als unfair und erklärte Laurent noch zum Sieger.
Im Kampf um den Toursieg übernahm der Franzose Pascal Simon durch einen dritten Platz auf der ersten Pyrenäenetappe die Führung in der Gesamtwertung, brach sich jedoch bei einem Sturz die Schulter. Sechs Tage lang quälte er sich unter Schmerzen, ehe er aufgab und damit Fignon das Gelbe Trikot übernehmen konnte.
Der erst 23 Jahre alte Fignon machte durch das gewonnene Einzelzeitfahren auf der vorletzten Etappe seinen Sieg perfekt. Das Grüne Trikot des Führenden in der Punktewertung sicherte sich der Ire Sean Kelly mit deutlichem Vorsprung, auch wenn er keine einzige Etappe gewinnen konnte. Er trug auch einen Tag das Gelbe Trikot, das er in Pau übernommen hatte. Die nächste Etappe führte in die Pyrenäen, wo Kelly zurückfiel.
Lucien Van Impe, Toursieger von 1976, konnte die Abwesenheit von Hinault nicht nutzen, gewann aber bei seiner vorletzten Teilnahme zum sechsten Mal die Bergwertung.

## Die Etappen
| Etappen    | Tag      | Start – Ziel                      | km         | Etappensieger       | Gelbes Trikot       |
| ---------- | -------- | --------------------------------- | ---------- | ------------------- | ------------------- |
| Prolog     | 1. Juli  | Fontenay-sous-Bois                | 5,5 (EZF)  | Eric Vanderaerden   | Eric Vanderaerden   |
| 1. Etappe  | 2. Juli  | Nogent-sur-Marne – Créteil        | 163        | Frits Pirard        | Eric Vanderaerden   |
| 2. Etappe  | 3. Juli  | Soissons – Fontaine-au-Pire       | 100 (MZF)  | Coop-Mercier-Mavic  | Jean-Louis Gauthier |
| 3. Etappe  | 4. Juli  | Valenciennes – Roubaix            | 152        | Rudy Matthijs       | Kim Andersen        |
| 4. Etappe  | 5. Juli  | Roubaix – Le Havre                | 300        | Serge Demierre      | Kim Andersen        |
| 5. Etappe  | 6. Juli  | Le Havre – Le Mans                | 257        | Dominique Gaigne    | Kim Andersen        |
| 6. Etappe  | 7. Juli  | Châteaubriant – Nantes            | 58,5 (EZF) | Bert Oosterbosch    | Kim Andersen        |
| 7. Etappe  | 8. Juli  | Nantes – Île d’Oléron             | 216        | Ricardo Magrini     | Kim Andersen        |
| 8. Etappe  | 9. Juli  | La Rochelle – Bordeaux            | 222        | Bert Oosterbosch    | Kim Andersen        |
| 9. Etappe  | 10. Juli | Bordeaux – Pau                    | 207        | Philippe Chevallier | Sean Kelly          |
| 10. Etappe | 11. Juli | Pau – Bagnères-de-Luchon          | 201        | Robert Millar       | Pascal Simon        |
| 11. Etappe | 12. Juli | Bagnères-de-Luchon – Fleurance    | 177        | Régis Clère         | Pascal Simon        |
| 12. Etappe | 13. Juli | Fleurance – Roquefort-sur-Soulzon | 261        | Kim Andersen        | Pascal Simon        |
| 13. Etappe | 14. Juli | Roquefort-sur-Soulzon – Aurillac  | 210        | Henk Lubberding     | Pascal Simon        |
| 14. Etappe | 15. Juli | Aurillac – Issoire                | 149        | Pierre Le Bigaut    | Pascal Simon        |
| 15. Etappe | 16. Juli | Clermont-Ferrand – Puy de Dôme    | 15,6 (EZF) | Ángel Arroyo        | Pascal Simon        |
| 16. Etappe | 17. Juli | Issoire – Saint-Étienne           | 144,5      | Michel Laurent      | Pascal Simon        |
| Ruhetag    |          |                                   |            |                     |                     |
| 17. Etappe | 19. Juli | La Tour-du-Pin – L’Alpe d’Huez    | 223        | Peter Winnen        | Laurent Fignon      |
| 18. Etappe | 20. Juli | Le Bourg-d’Oisans – Morzine       | 247        | Jacques Michaud     | Laurent Fignon      |
| 19. Etappe | 21. Juli | Morzine – Avoriaz                 | 15 (EZF)   | Lucien Van Impe     | Laurent Fignon      |
| 20. Etappe | 22. Juli | Morzine – Dijon                   | 291        | Philippe Leleu      | Laurent Fignon      |
| 21. Etappe | 23. Juli | Dijon – Dijon                     | 50 (EZF)   | Laurent Fignon      | Laurent Fignon      |
| 22. Etappe | 24. Juli | Alfortville – Paris               | 195        | Gilbert Glaus       | Laurent Fignon      |